# شريان خصوي
الشريان الخصوي (بالإنجليزية: Testicular artery)‏ هو فرع من الأبهر البطني.